# NGC 1543
NGC 1543 ist eine Linsenförmige Galaxie vom Hubble-Typ SB0 im Sternbild Reticulum am Südsternhimmel. Sie ist schätzungsweise 45 Millionen Lichtjahre von der Milchstraße entfernt und hat einen Durchmesser von etwa 75.000 Lichtjahren. Gemeinsam mit vier weiteren Galaxien bildet sie die NGC 1553-Gruppe (LGG 112).
Im selben Himmelsareal befindet sich u. a. die Galaxie IC 2049.
Das Objekt wurde am 5. November 1826 von James Dunlop mit einem 9-Zoll-Reflektor entdeckt.